# Vasile C. Buțureanu
Vasile C. Buțureanu (n. 25 decembrie 1858, Dorohoi – d. 1 ianuarie 1941, Iași) a fost un geolog și pedagog român.

## Biografie
Studiile universitare le efectuează la Iași și Paris, obținând licență în științele fizice. În 1889 devine doctor în științe și susține lucrarea de doctorat numită Studiul cristalografic și geochimic al sărurilor de seleniu. Între 1892-1936 este profesor titular la catedra de mineralogie din cadrul Universității din Iași.
Este unul din întemeietorii școlii de mineralogie și petrografie românească. Este descoperitorul unui mineral nou ponit (carbonat de mangan și fier), numit în memoria lui Petru Poni, pe care l-a introdus în literatura mondială de specialitate.
A cercetat și stabilit compoziția chimică și mineralogică a silicaților și sulfosărurilor.
De asemenea a efectuat studii petrografice asupra rocilor cristaline și filoniene din Munții Bistriței (Carpații Orientali) și a cercetat constituția petrografică a Munților Călimani.
A fost membru de onoare al Academiei de Științe din România .

## Lucrări
- Minerale, roci utile, ape minerale din România (1908)